# Rabi-Oszillation

Schematische Darstellung eines Zweizustandssystems, das mit elektromagnetischer Strahlung wechselwirkt.

Rabi-Oszillationen treten in einem quantenmechanischen Zwei-Niveau-System (z. B. zwei Zustände in einem Atom) auf, welches mit einer externen periodischen Kraft (z. B. ein Laser-Lichtfeld bei Laserspektroskopie oder ein oszillierendes Magnetfeld bei Kernspinresonanzspektroskopie) mit (Kreis-)Frequenz {\displaystyle \omega } wechselwirkt. Liegt die Anregungsfrequenz {\displaystyle \omega } nahe der Resonanzfrequenz {\displaystyle \omega _{21}=\Delta E/\hbar =(E_{2}-E_{1})/\hbar } der zwei Zustände, so oszilliert die Besetzung der Zustände mit einer Frequenz {\displaystyle \Omega }, die auch als Rabi-Frequenz bezeichnet wird. Sie ist nach dem amerikanischen Physiker Isidor Isaac Rabi benannt.
Rabi-Oszillationen sind vor allem für die Beschreibung der Wechselwirkung von kohärentem Licht mit Atomen wichtig. Unter bestimmten vereinfachenden Annahmen können zwei Elektronenzustände des Atoms als Zwei-Niveau-System genähert werden, welches durch das (schwache) Lichtfeld gestört wird. Damit lassen sich die Eigenschaften des Systems im Rahmen seiner störungstheoretischen Betrachtung berechnen. Das Ansteigen der Besetzungswahrscheinlichkeit des zweiten (energetisch höheren) Zustands entspricht dann der Absorption des Lichts. Rabi-Oszillationen sind experimentell messbar. In vielen Fällen spielen allerdings Dämpfungs- oder Dephasierungsprozesse eine wichtige Rolle, wodurch die Oszillationen schnell abklingen und (wenn überhaupt) nur für sehr kurze Zeiten zu beobachten sind.

## Resonante Wechselwirkung
Die beiden Zustände 1 und 2 des Systems haben die Energien {\displaystyle E_{1}} und {\displaystyle E_{2}}. Die zugehörige Frequenz des Übergangs ist dann {\displaystyle \omega _{21}={\frac {E_{2}-E_{1}}{\hbar }}}. Ist die Störung resonant, also {\displaystyle \omega \equiv \omega _{21}}, so ist die Rabi-Frequenz im Falle von Atom-Licht-Wechselwirkung:
{\displaystyle \Omega _{\mathrm {Atom-Licht} }={\frac {{\vec {d}}_{12}\cdot {\vec {E}}_{0}}{\hbar }}.}
Hierbei ist {\displaystyle {\vec {E}}_{0}} die Stärke des eingestrahlten Lichtfeldes (elektrische Feldkomponente, die hier überwiegt), {\displaystyle {\vec {d}}_{12}} das Übergangsdipolmoment des Übergangs {\displaystyle 1\rightarrow 2} und {\displaystyle \hbar } das reduzierte Planck’sche Wirkungsquantum. Im Falle der Kernspinresonanz-Spektroskopie (NMR) wechselwirkt ein oszillierendes Magnetfeld mit Stärke {\displaystyle {\vec {B}}_{1}} mit dem durch den Kernspin {\displaystyle {\vec {I}}} erzeugten magnetischen Dipolmoment {\displaystyle {\vec {\mu }}=\gamma \,{\vec {I}}} eines Atoms. Die Rabi-Frequenz dieses Systems ergibt sich mit dem gyromagnetischen Verhältnis {\displaystyle \gamma } zu:
{\displaystyle \Omega _{\mathrm {NMR} }=\gamma \,B_{1}.}
Die Besetzungswahrscheinlichkeiten {\displaystyle p_{1}(t)} und {\displaystyle p_{2}(t)} der Zustände oszillieren mit der Rabi-Frequenz {\displaystyle \Omega } nach folgender Formel:
{\displaystyle p_{1}(t)=\cos ^{2}\left({\frac {\Omega \,t}{2}}\right)} und {\displaystyle p_{2}(t)=\sin ^{2}\left({\frac {\Omega \,t}{2}}\right).}
Dabei wurde davon ausgegangen, dass zur Zeit {\displaystyle t=0} nur der Grundzustand 1 besetzt war.

## Verstimmte Wechselwirkung
Wird nun statt eines resonanten Störfelds ein um {\displaystyle \Delta =\omega _{21}-\omega } verstimmtes Störfeld eingestrahlt, so ändert sich auch die Rabi-Frequenz zu:
{\displaystyle \Omega '\equiv {\sqrt {\Omega ^{2}+\Delta ^{2}}},}
wobei {\displaystyle \Omega } die Rabi-Frequenz des resonant gestörten Systems ist. Eine vollständige theoretische Behandlung ist mit Hilfe der zeitabhängigen Störungstheorie möglich. Für die Besetzungswahrscheinlichkeit {\displaystyle p_{2}(t)} des angeregten Zustands ergibt sich daraus dann folgender zeitlicher Verlauf (zur Zeit {\displaystyle t=0} war wieder nur der Grundzustand 1 besetzt):
{\displaystyle p_{2}(t)={\frac {\Omega ^{2}}{\Omega '^{2}}}\sin ^{2}{\frac {\Omega '\cdot t}{2}}}
und die Besetzungswahrscheinlichkeit für den Zustand 1 ist {\displaystyle p_{1}(t)=1-p_{2}(t)}. Die Besetzung {\displaystyle p_{2}(t)} ist im folgenden Bild für verschiedene Verstimmungen {\displaystyle \Delta } dargestellt:
Durch die externe Störung wird der Zustand 2 bis zu einem Maximalwert besetzt und dann wieder abgebaut. Dieses Verhalten setzt sich periodisch fort. Bemerkenswert ist in diesem Fall, dass eine vollständige Umsetzung nur dann möglich ist, wenn die Verstimmung Null ist, die Frequenz der Störung die Übergangsfrequenz also resonant trifft. Weiterhin ist anzumerken, dass die Rabi-Oszillationen in diesem (vereinfachten) Modell für alle Zeiten fortlaufen und somit eine stationäre Umbesetzung der Zustände bei eingeschalteter Störung nicht möglich ist.
Die Amplitude der Rabi-Oszillationen beschreibt den Wirkungsquerschnitt {\displaystyle \sigma (\omega )} bei Anregung des Zwei-Niveauübergangs. Sie lautet nach obiger Formel für {\displaystyle p_{2}(t)}:
{\displaystyle \sigma _{\mathrm {21} }(\omega )\propto {\frac {\Omega ^{2}}{{\bigl |}\Omega ^{2}+\left(\omega _{21}-\omega \right)^{2}{\bigr |}}}.}
Dies entspricht einer Lorentzkurve, wie sie auch für andere Resonanzphänomene typisch ist.

### Herleitung
Der Hamilton-Operator des Systems zerfällt in zwei Anteile:
{\displaystyle {\hat {H}}={\hat {H}}^{(0)}+{\hat {H}}^{(1)}(t)}, mit {\displaystyle {\hat {H}}^{(1)}(t)=-\hbar \Omega \,\cos(\omega t)(|1\rangle \langle 2|+|2\rangle \langle 1|)}
wobei  {\displaystyle {\hat {H}}^{(0)}} das ungestörte Zwei-Niveau-System und {\displaystyle {\hat {H}}^{(1)}(t)} die zeitabhängige Störung beschreiben. Die bereits oben erwähnten Zustände {\displaystyle |1\rangle ,|2\rangle } sind nun die Lösungen des ungestörten Hamilton-Operators:
{\displaystyle {\hat {H}}^{(0)}|1\rangle =E_{1}|1\rangle } und {\displaystyle {\hat {H}}^{(0)}|2\rangle =E_{2}|2\rangle \quad }.
Mit diesen Zuständen kann man die Lösung {\displaystyle |\Psi (t)\rangle } der zeitabhängigen Schrödinger-Gleichung
{\displaystyle {\hat {H}}|\Psi (t)\rangle =i\hbar {\frac {\partial }{\partial t}}|\Psi (t)\rangle }
als Linearkombination der ungestörten Lösungen ansetzen:
{\displaystyle |\Psi (t)\rangle =c_{1}(t)\,\exp(-iE_{1}t/\hbar )\,|1\rangle +c_{2}(t)\,\exp(-iE_{2}t/\hbar )|2\rangle }.
Durch Einsetzen dieses Ansatzes in die zeitabhängige Schrödingergleichung ergibt sich ein System zweier gekoppelter Differentialgleichungen für {\displaystyle c_{1}(t)} und {\displaystyle c_{2}(t)}, das folgende Lösung hat:
{\displaystyle c_{1}(t)=\left[\cos \left({\frac {\Omega 't}{2}}\right)+i{\frac {\Delta }{\Omega '}}\,\sin \left({\frac {\Omega 't}{2}}\right)\right]\,e^{-i\Delta \,t/2}} und
{\displaystyle c_{2}(t)=i{\frac {\Omega }{\Omega '}}\,\sin \left({\frac {\Omega 't}{2}}\right)\,e^{i\Delta \,t/2}\quad },
woraus sich die obigen Besetzungswahrscheinlichkeiten als {\displaystyle p_{1}(t)=|c_{1}(t)|^{2}} und {\displaystyle p_{2}(t)=|c_{2}(t)|^{2}} ergeben.